# Seweryna
Seweryna ist ein weiblicher Vorname.

## Herkunft und Bedeutung
Der Name ist die polnische Variante von Severina, siehe Severin.

## Bekannte Namensträgerinnen
- Seweryna Szmaglewska (1916–1992), polnische Schriftstellerin